# Бандата на Оушън 2
„Бандата на Оушън 2“ (на английски: Ocean's Twelve) е американски филм от 2004 г., продължение на касовия хит „Бандата на Оушън“ (2001).
Както и първият филм от поредицата има звезден актьорски състав и е приет добре от публиката макар и с по-малък финансов резултат (351 милиона приходи за „Бандата на Оушпън 2“ срещу 444 милиона за първата част).

## Сюжет
Действието на филма се развива 3 години след събитията в първата част. Собственикът на обраното тогава казино Тери Бенедикт е издирил участниците в обира и под заплахата от смъртно наказание ги принуждава да върнат открадното в срок от две седмици. Дани Оушън е принуден да събере отново екипа си, в който този път има и нови лица. Бандата сега е пренесла действията си в Европа, където трябва да премерят сили с Европол и загадачния конкурент крадец Нощната лисица.

## Интересни факти
- Седалището на Европол се намира в Хага, а не в Амстердам както е във филма.
- Брус Уилис, който играе себе си във филма, първоначално е избран за ролята на Дани Оушън в трилогията, но се отказва заради други ангажименти и запълнен снимачен график.
- Сценарият на филма първоначално е написан от Джордж Нолфи за филм на Джон Ву. След като се взима решение за заснемане на втората част, продуцентите молят Джордж да адаптира сценария за героите на „Бандата на Оушън“.
- По време на снимките в Рим охраната в хотела не допуска Джордж Клуни и Брад Пит да влязат, след като ги взима за бездомни скитници. Актьорите били намокрени от пороен дъжд и въобще не приличали на себе си.
- Първата жертва на бандата във филма, Ван дер Вуде, е кръстен на помощник-режисьора Басти ван дер Вуде.

## В България
В България филмът е излъчен на 17 Декември 2011 г. по bTV с български войсоувър дублаж. Екипът се състои от:
| Озвучаващи артисти  | Христина Ибришимова Светозар Кокаланов Васил Бинев Стефан Сърчаджиев – Съра Виктор Танев Станислав Димитров |
| Преводач            | Полина Николова                                                                                             |
| Тонрежисьор         | Наско Кашаров                                                                                               |
| Режисьор на дублажа | Радослав Рачев                                                                                              |